# 瓦爾米馬柴山
12°38′15″S 75°32′39″W / 12.63750°S 75.54417°W
瓦爾米馬柴山（Warmi Mach'ay），是秘魯的山峰，位於該國中部萬卡韋利卡大區和胡寧大區，由阿科班比亞區和上瓊戈斯區負責管轄，屬於安地斯山脈的一部分，海拔高度4,800米。